# 黄其兴
黄其兴（1929年—2011年2月3日），云南昆明人，中华人民共和国政治人物，高级工程师，九三学社中央委员会副主席，全国政协第八、九届常委，天津市人大常委会副主任。